# Phreatodessus pluto
Phreatodessus pluto là một loài bọ cánh cứng trong họ Bọ nước. Loài này được Ordish miêu tả khoa học năm 1991.